# Élections législatives islandaises de 1978
Les élections législatives islandaises de 1978 se déroulent le 25 juin 1978. Le Parti de l'indépendance reste le plus important parti du Parlement islandais, en gagnant 14 des 40 sièges de la Chambre basse de l'Althing. Néanmoins, une coalition est formée avec le parti Alliance du peuple, le Parti social-démocrate et le Parti du progrès, avec Ólafur Jóhannesson au poste de Premier ministre.

## Résultats
| Partis                   | Partis                                              | Voix    | %     | +/−   | Sièges par chambre | Sièges par chambre | Sièges par chambre | Sièges par chambre |
| Partis                   | Partis                                              | Voix    | %     | +/−   | Basse              | +/−                | Haute              | +/−                |
| ------------------------ | --------------------------------------------------- | ------- | ----- | ----- | ------------------ | ------------------ | ------------------ | ------------------ |
|                          | Parti de l'indépendance (D)                         | 39 982  | 32,72 | 10,01 | 14                 | 3                  | 6                  | 2                  |
|                          | Alliance du peuple (G)                              | 27 952  | 22,87 | 4,53  | 9                  | 2                  | 5                  | 1                  |
|                          | Parti social-démocrate (A)                          | 26 912  | 22,02 | 12,95 | 9                  | 6                  | 5                  | 3                  |
|                          | Parti du progrès (B)                                | 20 656  | 16,90 | 7,97  | 8                  | 3                  | 4                  | 2                  |
|                          | Union des libéraux et de la gauche (F)              | 4 073   | 3,33  | 1,27  | 0                  | 2                  | 0                  | en stagnation      |
|                          | Voteurs indépendants des Fjords de l'Ouest (H)      | 776     | 0,63  | Nv.   | 0                  | en stagnation      | 0                  | en stagnation      |
|                          | Voteurs indépendants de Reykjanes (V)               | 592     | 0,48  | Nv.   | 0                  | en stagnation      | 0                  | en stagnation      |
|                          | Le Parti politique (S)                              | 486     | 0,40  | Nv.   | 0                  | en stagnation      | 0                  | en stagnation      |
|                          | Voteurs indépendants du Sud (L)                     | 466     | 0,38  | Nv.   | 0                  | en stagnation      | 0                  | en stagnation      |
|                          | Ligue communiste révolutionnaire (R)                | 184     | 0,15  | 0,03  | 0                  | en stagnation      | 0                  | en stagnation      |
|                          | Parti communiste d'Islande (marxiste-léniniste) (K) | 128     | 0,10  | 0,01  | 0                  | en stagnation      | 0                  | en stagnation      |
|                          |                                                     |         |       |       |                    |                    |                    |                    |
| Votes valides            | Votes valides                                       | 122 207 | 98,26 |       |                    |                    |                    |                    |
| Votes blancs et nuls     | Votes blancs et nuls                                | 2 170   | 1,74  |       |                    |                    |                    |                    |
| Total                    | Total                                               | 124 377 | 100   | –     | 40                 | en stagnation      | 20                 | en stagnation      |
| Abstentions              | Abstentions                                         | 13 405  | 9,73  |       |                    |                    |                    |                    |
| Inscrits / participation | Inscrits / participation                            | 137 782 | 90,27 |       |                    |                    |                    |                    |